# Paddy Reilly
Patrick Reilly, conocido como Paddy Reilly (Rathcool, Dublín, 18 de octubre de 1939), es un cantante y guitarrista de folk irlandés. Es uno de los baladistas más conocidos de Irlanda y alcanzó la fama por sus interpretaciones de canciones como «The Fields of Athenry», «Rose of Allandale» y «The Town I Loved So Well».

## Biografía
Paddy Reilly nació en Rathcool, en el condado de Dublín en 1939, hijo de un empresario local y una ama de casa. Tenía dos hermanas, Jean y Linda. No obstante, Linda falleció a los veintiséis años durante la adolescencia de su hermano.
Tras haber desarrollado su carrera en solitario, en 1996 se unió al grupo The Dubliners para sustituir al cantante Ronnie Drew.

## Discografía

### En solitario
- The Life of Paddy Reilly (1971)
- Paddy Reilly at Home (1972)
- The Town I Loved So Well (1975)
- Green Shamrock Shore (1980)
- The Fields of Athenry (1982)
- Live Paddy Reilly (1983)
- The Old Refrain (1984)
- Greatest Hits Live (1985)
- Paddy Reilly's Ireland (1986)
- Paddy Reilly Now (1988)
- Sings the Songs of Ewan MacColl (1990)
- Gold and Silver Days (1991)
- Come Back Paddy Reilly (2003)
- 32 Counties in Song (2003)

### Con The Dubliners
- Further Along (1996)
- Alive Alive-O (1997)
- 40 Years (2002)
- Live from the Gaiety (2002)